# Jászóváralja
Jászóváralja (szlovákul Jasovský Podzámok, németül Pisendorf) Jászó község része, egykor önálló település Szlovákiában, a Kassai kerület Kassa-vidéki járásában.

## Fekvése
Kassától 22 km-re nyugatra, a Kassai-medence délnyugati részén, a Bódva jobb partján fekszik.

## Története
A régészeti leletek tanúsága szerint területén már az őskorban is éltek emberek és azóta területe megszakításokkal folyamatosan lakott.
A jászói premontrei kolostort a 12. században Könyves Kálmán király alapította. A középkorban országos jelentőségű hiteleshely, melyet még a 17. században is tornyokkal erődített fal övezett. Építését csak a tatárjárás szakította félbe és 1255 után fejezték be. A premontrei szerzetesek nyomában főként a Szepességből német telepesek érkeztek a faluba. A település 1290-ben számos kiváltságot (vásártartási jog, vámszedési jog, vadászati jog) kapott és gyorsan várossá fejlődött. Ekkor a település tulajdonképpen két részből állt. A Bódva jobb partján fekvő Jászóváralja és a bal parton fekvő Jászóból.
Jászóváralján általában a monostor szolgálónépei laktak, míg Jászó egyre inkább városi jelleget öltött. Jászó várát 1312-től Károly Róbert és a jászói konvent egyezsége alapján építték. 1390-ben „Jazowara” néven említik. A 15. század közepén a husziták foglalták el, de 1458-ban Rozgonyi Sebestyén visszafoglalta. Jászó 1394-ben évenkénti országos vásár megtartására szóló jogot kapott. A 15. században ellentét robbant ki a monostor és a város között a fizetendő adók és a monostornak végzett munkák miatt. A prépostságot 1619. szeptember 12-én Bethlen István serege pusztította. 1676-ban Teleki Mihály kurucai égették fel. Falai között noviciátus és hittudományi főiskola működött, melyet Kisdy Benedek egri püspök alapított a jezsuiták számára 1657-ben, de 1929-ben Gödöllőre költöztették. A régi monostor épületeit az 1740-es években lebontották és ezután 1750 és 1766 között építették fel a ma is látható késő barokk épületegyüttest.
A település lakói főként mezőgazdaságból és bányászatból éltek. A hozzá tartozó bányákban vasat, rezet, ólmot bányásztak. A bányászati tevékenység különösen a 18. század végén lendült fel, 1780-ban nagyolvasztó is épült itt. A vaskohók mellett több kovácsműhely, fűrésztelep, téglagyár és malom is működött.
Borovszky Samu monográfiasorozatának Abaúj-Torna vármegyét tárgyaló része szerint: „Tisztább, csinosabb a városnál az evvel egészen összeépült, tőle a Bódván tul nyugat felé huzódó Jászó-Váralja. Két sor házból álló, alig harmadfélszáz lelket számláló kis község ez, melynek sem temploma, sem iskolája, sem boltja. Lakói jobbára a prépostság alkalmazottjai. E kis község végében, a vasúti vonalon túl, festői szép erdők zöldjéből domborodik ki Jászóvár hatalmas épülete, a magyarországi két önálló premontrei prépostság egyikének ősi fészke.”
1910-ben Jászóváralját 243-an, túlnyomórészt magyarok lakták. A trianoni diktátumig Abaúj-Torna vármegye Csereháti járásához tartozott.

## Nevezetességei
- A premontrei kolostort a 12. században Könyves Kálmán király alapította, de csak a 13. század közepén készült el. A középkorban országos jelentőségű hiteleshely volt. Mai formáját a 18. századi újjáépítéskor nyerte el. Keresztelő Szent János tiszteletére szentelt temploma 1970-ben leégett, különösen a freskók rongálódtak meg, de helyreállították. A monostor könyvtára 1802-ben épült.
- A falutól délnyugatra emelkedő hegyen állnak Jászó várának romjai, melyet 1317 körül Károly Róbert emeltetett. Királyi vár, a 15. század közepén a husziták birtokolták. 1685-ben Thököly foglalta el, 1707-ben pedig Rákóczié lett. A kuruc harcok után pusztult el.

## Lásd még
- Jászó

## Külső hivatkozások
- Jászó hivatalos honlapja
- Községinfó
- Jászó Szlovákia térképén
- Jászó vára és apátsága (szlovákul)
- Képes ismertető